# Diana Beauclerk

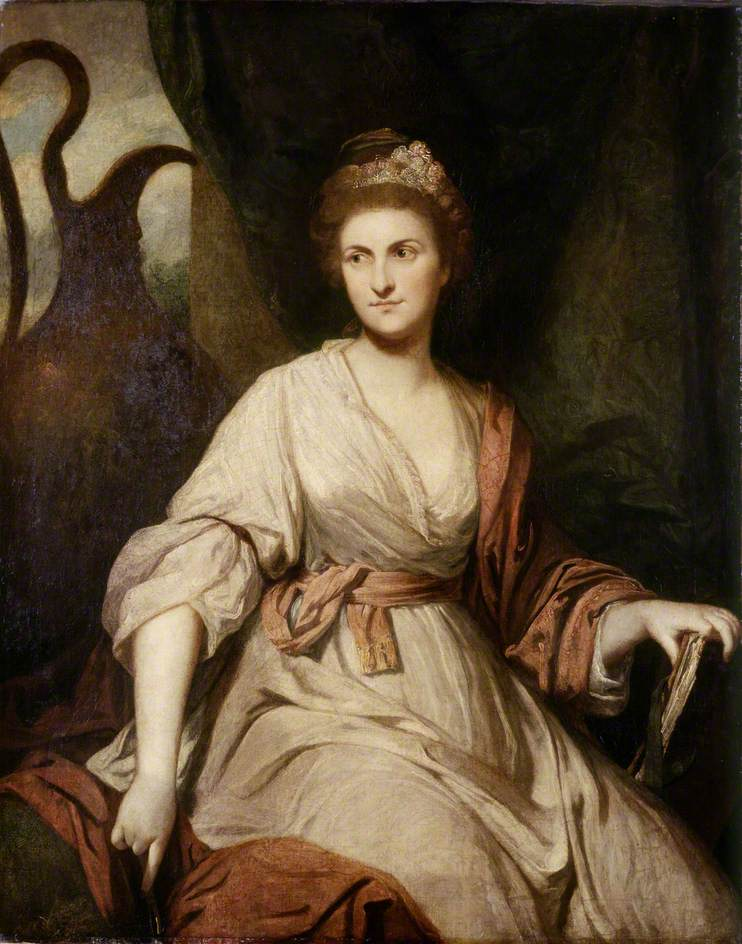
Diana Beauclerk, noch als Lady Bolingbroke. Gemälde von Joshua Reynolds

Lady Diana Beauclerk (geborene Lady Diana Spencer, geschiedene Diana St. John, Viscountess Bolingbroke) (* 24. März 1734; † 1. August 1808 in Richmond) war eine britische Malerin.

## Herkunft und Jugend
Diana Beauclerk wurde als Diana Spencer als ältestes von fünf Kindern von Charles Spencer, 3. Duke of Marlborough und von dessen Frau Elizabeth Trevor († 1761) geboren. Als Tochter eines Dukes führte sie die Höflichkeitsanrede „Lady“. Lady Di, wie sie von ihrer Familie genannt wurde, wuchs vornehmlich in Langley Park in Buckinghamshire, dem bevorzugten Landsitz ihres Vaters auf. Sie hatte eine unbeschwerte Kindheit, während der bereits unter dem Einfluss des Malers Joshua Reynolds ihr zeichnerisches Talent gefördert wurde. Nach einem zwischen 1763 und 1765 entstandenen Porträt von Reynolds war sie eine attraktive Frau mit einem länglichen, ovalen Gesicht, gebogener Nase und weit auseinanderstehenden Augen. Ihr jüngerer Bruder George wurde nach dem Tod ihres Vaters 1758 dessen Haupterbe.

## Leben
Diana hatte am 8. September 1757 in Harbledown in Kent Frederick St. John, 2. Viscount Bolingbroke (1734–1787) geheiratet. Trotz der Geburt mehrerer Kinder verlief die Ehe nicht glücklich. Ihr Ehemann führte ein ausschweifendes Leben, trank und hatte zahlreiche außereheliche Affären. Zwischen 1762 und 1768 diente Lady Bolingbroke, wie sie nun genannt wurde, Königin Charlotte als Hofdame. Am 22. Januar 1768 reichte jedoch Bolingbroke wegen Untreue seiner Frau die Scheidung ein. Da hierzu die Zustimmung des Parlaments erforderlich war, fand für das dazu notwendige Gesetz am 11. Februar die erste Lesung statt. Bei der zweiten Lesung am 26. Februar sagte ein Dienstbote von Lady Bolingbroke aus, dass Lord Bolingbroke seit November 1765 das Londoner Stadthaus, in dem Lady Bolingbroke wohnte, nicht mehr betreten hätte. Stattdessen würde sie aber regelmäßig Besuch von einem Herrn Beauclerk erhalten, der auch häufig über Nacht blieb. Vermutlich war dieser auch der Vater ihrer Tochter, die am 19. August 1766 heimlich geboren wurde, aber bereits im Folgejahr gestorben war. Daraufhin wurde am 8. März in der dritten Lesung das Gesetz zur Scheidung der Ehe beschlossen und am 10. März vom König bestätigt. Bereits am 12. März heiratete Lady Diana Topham Beauclerk (1739–1780) in der Kirche St George’s im Londoner Stadtteil Mayfair. Auch ihre zweite Ehe soll unharmonisch verlaufen sein, doch sie erwarb sich allmählich die Achtung ihres Mannes und von dessen Freunden, zu denen Edward Gibbon, David Garrick, Samuel Johnson, Charles Fox und Edmund Burke gehörten. In diesen Jahren wurde Lady Dianas künstlerisches Talent besonders deutlich. Neben zahlreichen Porträts fertigte sie zahllose weitere kleine Zeichnungen an. Während sie anfangs dickliche Amorfiguren als Motiv verwandte, kamen später Menschengruppen in Landschaften hinzu. Neben Zeichnungen malte sie auch Aquarelle und Pastellbilder. Horace Walpole schätzte sie so sehr, dass er sie beauftragte, eine Holzvertäfelung zu bemalen, die er in einem eigens dafür entworfenen Raum in seinem Landsitz Strawberry Hill einbauen ließ, der nach ihr Beauclerc-Kabinett genannt wurde. Vermutlich ab 1785 wurde sie auch durch Josiah Wedgwood gefördert, der ihre Zeichnungen als Entwürfe für Motive seines Porzellans nutzte, das besonders beliebt wurde. Dazu lieferte sie 1796 die Entwürfe für die Illustrationen der englischen Ausgabe von Gottfried August Bürgers Ballade Leonore und 1797 für die Fabeln von John Dryden, in beiden Fällen fertigte Francesco Bartolozzi die Stiche nach Lady Dianas Zeichnungen. Nach dem Tod ihres Mannes 1780 zog sie von London nach Twickenham, wo sie ihr Little Marble Hill oder Spencer Grove genanntes Haus mit Blumenmotiven ausmalte. Aufgrund finanzieller Schwierigkeiten musste sie später jedoch in ein kleineres Haus in den Petersham Meadows umziehen. Im Alter verlor sie zunehmend ihre Sehkraft und konnte nicht mehr zeichnen. Sie wurde auf dem Kirchhof der Pfarrkirche von Richmond begraben, ihr Grab ist jedoch nicht mehr erhalten.

## Nachkommen
Aus ihrer Ehe mit Frederick St. John, 2. Viscount Bolingbroke, hatte sie zwei überlebende Söhne:
- George St. John, 3. Viscount Bolingbroke (1761–1824);
- Hon. Frederick St. John (1763–1844), General der British Army.

Aus ihrer Ehe mit Topham Beauclerk hatte sie vier weitere Kinder:
- Anne Beauclerk;
- Mary Day Beauclerk (1766–1851) ⚭ 1797 Graf Franz von Jenison zu Walworth (1764–1824);
- Elizabeth Beauclerk (1766–1793) ⚭ 1787 George Herbert, 11. Earl of Pembroke (1759–1827), General der British Army;
- Charles George Beauclerk (1774–1845).